# Maxwell Cheeseman
Maxwell Cheeseman (* 18. Juni 1962 in San Fernando (Trinidad und Tobago)) ist ein ehemaliger Radrennfahrer aus Trinidad und Tobago.

## Sportliche Laufbahn
Cheeseman war im Bahnradsport aktiv. Er war Teilnehmer der Olympischen Sommerspiele 1988 in Los Angeles. Im Sprint wurde er auf dem 8. Rang klassiert. Er war auch Teilnehmer der Olympischen Sommerspiele 1992 in Barcelona. Im Sprint verlor er den Vorlauf gegen Curt Harnett sowie den Hoffnungslauf gegen Roberto Chiappa.
Bei den Zentralamerika- und Karibikspielen 1990 gewann er die Bronzemedaille im Sprint.